# Stefano Secco
Stefano Secco (Milão, 1970) é um cantor (tenor lírico) italiano. 

## Biografia
Nascido em Milão em 1973, começa a estudar canto sob a direção de Alberto Soresina, e teve cursos particulares com Leyla Gencer e Renata Scotto. Em seguida, dipolma-se em percussões com Tullio de Piscopo.
Em 2009-2010 cantou no Simon Boccanegra em Toulouse e La Bohème na Ópera da Bastilha de Paris. Canta também na Ópera Alemã de Berlim. Outro grande sucesso seu é "Rigoletto".
No ano-novo 2016 cantou junto com Nadine Sierra, no Concerto de Ano Novo de  Veneza.

## Repertório
- Simon Boccanegra de Giuseppe Verdi, Opéra de Paris (2006), Grande Teatro do Liceu (2008)
- Don Carlos, Opéra de Paris (2008)
- Rigoletto, Opéra de Paris (2008)
- Hoffmann, Opéra de Paris (2012)
- Macbeth, Teatro Real de Madrid, (2012-2013)
- Carmen, Don José, La Fenice, Veneza (2013)
- Requiem de Giuseppe Verdi, Budapest (2013)

## Prêmios
- 2001: Prêmio Beniamino Gigli